# Нахичеванский государственный кукольный театр
Нахичеванский государственный кукольный театр имени Мохаммеда Таги Сидги (азерб. Naxçıvan Dövlət Kukla Teatrı; азербайджанский театр, был основан 14 сентября 1989 года в Нахичевани.

## История
Нахичеванский государственный кукольный был основан 14 сентября 1989 года в Нахичевани согласно постановлению Совета Министров Азербайджанской ССР № 383. Изначально театр располагался в здании Нахичеванской Государственной Филармонии, где для театра была переоборудована отдельная зала. В 2004 году театр переехал в современное здание, что значительно расширило его возможности. Театр также активно участвовал в международных гастролях и установил культурные связи с соседними странами, включая Турцию, Таджикистан и Иран. С 11 марта 2004 года театру присвоено имя Мохаммеда Таги Сидги. Театр стремится к воспитанию детей и подростков в духе национальных и морально-этических ценностей и регулярно ставит произведения, способствующие развитию их мировоззрения. За годы работы театр принял участие в фестивалях кукольных театров, организованных как в Азербайджане, так и за рубежом — в Турции, Иране и Таджикистане.
Творческий коллектив Нахичеванского государственного театра кукол
- Художественный руководитель и директор — Ширзад Абуталыбов Асад оглы. Заслуженный артист Азербайджанской Республики (1999), награждён Президентской премией (2005, 2008) и удостоен звания Народного артиста Азербайджанской Республики (2008).
- Режиссёр-постановщик — Надир Гусейнов Мамед оглы.
- Заведующий художественно-постановочной частью — Фазиль Байрамов Сабир оглы.
- Заведующий музыкальной частью — Али Мамедов Камиль оглы.
- Главный художник — Рафаэль Гадимов Сабир оглы.
- Заведующая литературной частью — Дурна Тахмазова Тофик кызы.
- Педагог — Фикрет Алиев Сафар оглы.
- Ассистент режиссёра — Ульдуз Сулейманова Ибрагим кызы.

## Актёры
- Весма Кулиева Фетулла кызы — лауреат Президентской премии Азербайджанской Республики (2009).
- Сулейман Сулейманов Имам оглы — награждён медалью «Тярягги» (2013) и Президентской премией Азербайджанской Республики (2017).
- Ильхам Бабаев Гусейн оглы — лауреат Президентской премии Азербайджанской Республики (2016).
- Ильгар Бабаев Гусейн оглы.
- Ибад Набиев Фаррух оглы.
- Арзу Сафаров Фазиль оглы.
- Афгана Аласкерова Эльшад кызы.
- Ляман Ахмедова Вели кызы.